# Internet Explorer 8
Windows Internet Explorer 8 (comúnmente abreviado IE8) es la octava versión publicada del navegador web de Microsoft, sucediendo a Internet Explorer 7. Fue lanzado el 19 de marzo de 2009 como actualización para Windows XP Service Pack 2 o superior, Windows Server 2003 con Service Pack 1 o posterior, Windows Vista, y Windows Server 2008. Internet Explorer 8 se incluye de forma nativa en los más recientes sistemas operativos de Microsoft, Windows 7 y Windows Server 2008 R2.
Según Microsoft, las prioridades para IE8 son la seguridad, facilidad de uso, mejoras de RSS, CSS, y el soporte a tecnologías basadas en AJAX junto a más estándares web respecto a su precursor.

## Historia
Internet Explorer 8 ha estado en desarrollo desde marzo de 2006 hasta el presente. En febrero de 2008, Microsoft envió invitaciones privadas para la Beta 1 de IE8, y el 5 de marzo de 2008, se publicó la Beta 1 al público general, aunque ambientada a una audiencia de desarrolladores y diseñadores web. Junto con el lanzamiento del software preliminar, se creó una página web denominada Windows Internet Explorer 8 Readiness Toolkit, que contenía herramientas de preparación y guías de programación sobre nuevas características, además de enlaces para la descarga de esa versión preliminar. Desde ese tiempo, la red de desarrolladores de Microsoft (MSDN) añadió nuevas secciones que detallan las nuevas tecnologías que incorpora IE8. Se incluyeron dos nuevas características denominadas WebSlices y Actividades. Las herramientas de preparación fueron promovidas por Microsoft como aptas para que los desarrolladores pudiesen explotarlas y hacer que Internet Explorer 8 "brillara".
El 27 de agosto de 2008, Microsoft hizo disponible al público en general una versión Beta 2. Un vistazo preliminar de PC World, destacó algunas características de la Beta 2 como el modo de navegación InPrivate, el aislamiento de pestañas y la agrupación por colores, además de la notoria mejora con respecto a los estándares web en comparación a Internet Explorer 7. Se renombraron las características Actividades por Aceleradores, y el filtro anti-phishing que en la primera Beta se denominara Filtro de Seguridad pasó a llamarse SmartScreen. Además de ser renombradas, ambas características fueron producto de cambios técnicos incrementales.
La versión final fue lanzada el 19 de marzo de 2009. La edición que hace parte de Windows 7 se encuentra aún en desarrollo junto con ese sistema operativo, debido a sus funcionalidades adicionales (soporte para tecnologías táctiles, nuevas características de la barra de tareas, etc.).[cita requerida]

## Características
Internet Explorer 8 incluye muchas características nuevas, entre ellas destacan los Web Slices y Aceleradores.

### Funciones agregadas

#### Aceleradores
Los aceleradores son una forma de búsqueda basada en selección que permiten al usuario invocar un servicio de la red desde cualquier página utilizando el ratón únicamente. Acciones como seleccionar texto y otros objetos le permiten a los usuarios acceder a servicios útiles (como crear una entrada de blog con el texto seleccionado, o ver un mapa de la ubicación geográfica seleccionada), y previsualizarlos con tan sólo el objeto seleccionado. De acuerdo a Microsoft, los aceleradores eliminan la necesidad de copiar y pegar contenido entre páginas web. En IE8, los aceleradores funcionan mediante un lenguaje basado en XML que permite a aplicaciones o servicios web ser invocados como un servicio acelerador. El archivo XML especifica el cómo se invoca el servicio y qué categorías de contenido se mostrarán. Existen similitudes entre los "Aceleradores" y la característica controversial de "Etiquetas inteligentes" que se introdujo en una versión beta de IE6 aunque fue retirada luego de algunas críticas (se incluiría después en MS Office).

#### Barra de direcciones y búsqueda mejoradas
La barra de direcciones ahora incluye una característica de resaltado de dominios para mayor seguridad, en la que el dominio de una página web se muestra en negro mientras que otras partes del URL son mostradas en un color gris claro. El resaltado de dominios no puede desactivarse por parte del usuario o sitios web. Otras funciones nuevas para la barra de direcciones incluyen soporte para pegar URLs de más de una línea y un modelo mejorado para insertar el cursor de selección y seleccionar palabras o URLs completas en la barra de direcciones. La característica de "autocompletar en línea" fue reemplazada por un sistema de búsqueda mucho más completo, en el que al escribir unos pocos caracteres se desplegarán resultados de búsqueda en el historial, en los favoritos y en las fuentes RSS, además de resaltar los caracteres coincidentes en azul.
También fue reemplazado el cuadro de diálogo Buscar... con una barra de herramientas para búsquedas de página que puede ser activada presionando la combinación de teclas Ctrl+F o desde el menú desplegable de la barra de búsqueda. Internet Explorer 8 resaltará todas las coincidencias de palabras encontradas mientras le permite al usuario navegar de manera normal.

#### Herramientas de desarrollo
Para desarrolladores, IE8 incluye directamente herramientas para rastreo de errores (debugging) en lenguajes HTML, CSS y JavaScript.

#### Barra de favoritos
Otra de las nuevas características en IE8 es la inclusión de una Barra de Favoritos rediseñada que reemplaza la anterior sección Vínculos, y que ahora puede guardar además de enlaces, contenido actualizable como Web Slices, fuentes web RSS, así como documentos, carpetas y cualquier clase de accesos directos.

#### InPrivate
En IE8 debutó un nuevo modo de seguridad denominado InPrivate, y que consiste en tres características independientes: exploración, filtrado y suscripciones.
Al igual que las características de protección y navegación privada en Safari y Google Chrome, la exploración InPrivate se ha descrito como "modo porno" en varios medios de noticias. Cuando se activa, IE8 no guarda el historial de exploración, cookies y datos de formularios o contraseñas; además, al finalizar la sesión se borrarán automáticamente todos los archivos temporales creados, con lo cual no deja ninguna evidencia accesible sobre la navegación. El filtrado InPrivate proporciona a los usuarios un nivel de control de adicional para escoger qué información podrían usar sitios web de terceros para rastrear hábitos de navegación. Las suscripciones InPrivate permiten ampliar las capacidades del filtrado InPrivate al suscribirse a listados de sitios web para bloquear o permitir.

#### Filtro SmartScreen
El filtro SmartScreen es una extensión del filtro anti-phishing incluido en Internet Explorer 7. Si un usuario visita un sitio que ha sido etiquetado como fraudulento o que presuntamente contiene software malicioso, entonces Internet Explorer 8 mostrará un aviso sobre el hecho y recomendaciones de que el sitio no debería ser visitado. Además, el filtro también revisa los enlaces de descarga de archivos para evitar la instalación o ejecución de archivos provenientes de sitios peligrosos conocidos. Esta característica puede ser deshabilitada desde las políticas de grupo en entornos empresariales.

#### Web Slicesy fuentes autenticadas
Los Web Slices son pequeñas porciones de una página web más grande a las que se es posible suscribir. Estos Web Slices se mantendrán actualizados automáticamente y pueden verse directamente desde la barra de favoritos, completos con gráficos y otros diseños. Los desarrolladores pueden convertir partes de las páginas como Web Slices fácilmente, utilizando los microformatos hAtom y hSlice. Se ha comparado a las Web Slices con la tecnología Active Desktop, introducida por Internet Explorer 4 en 1997.
Microsoft donó esta especificación al dominio público bajo la licencia Creative Commons Public Domain Dedication. También está cubierta por la Microsoft Open Specification Promise.
IE8 añade a la plataforma Windows RSS la capacidad de soporte de fuentes autenticadas.

#### Nivel de Zoom
El zoom de página ahora ajusta el texto para evitar la aparición de barras de desplazamiento horizontales con la ampliación. Además, el comportamiento de ampliación es adaptativo al detectar cambios en los ajustes de ppp para visualización del escritorio.

#### Configuración de controles ActiveX por sitio
La barra de información le brinda al usuario la opción de que la ejecución de un control ActiveX se permita en todos los sitios web o únicamente en el actual. Se puede cambiar este comportamiento a través del cuadro de opciones "Administrar complementos". Cada control ActiveX tendrá una lista de sitios aprobados por el usuario.

#### Sitios sugeridos
Esta característica se describe por Microsoft como una herramienta para realizar sugerencias de navegación, lo cual se realiza mediante el envío de información a servidores de Microsoft por una conexión segura y se mantiene temporalmente con un identificador único aleatorio en cada sesión. La característica de sitios sugeridos no es funcional por defecto, y se desactiva cuando el usuario navega con el modo InPrivate activo o si se encuentra visitando páginas con seguridad SSL, intranet, direcciones IP, o direcciones tipo IDN. Es posible que se envíe información potencialmente identificable como la dirección IP del usuario y datos del navegador, como parte de la transmisión de datos normal en el protocolo HTTPS. Microsoft ha declarado que no almacena esta información.

### Características eliminadas
- Autocompletar en línea.[14]
- La opción para eliminar archivos y configuraciones almacenada por el complementos o controles ActiveX; ahora se realiza de forma automática.[31]
- Expresiones de CSS ya no se admiten en el modo de renderizado "estándares" de Internet Explorer 8.[32]
- Eliminado soporte para la etiqueta <wbr>.[33]
- La capacidad que páginas web estén disponibles sin conexión y programar su sincronización.
- Apertura de carpetas web (debe hacerse usando las herramientas de conexión de unidades de red)[34]

## Motor de renderizado

### Rendimiento y estabilidad

Arquitectura de IE8.

Internet Explorer 8 incluye múltiples cambios de rendimiento en los motores de HTML, CSS, lenguajes de marcado así como en el tiempo de ejecución de JScript y su módulo de liberación de memoria asociado. Con ello, se han solucionado múltiples fugas de memoria asociadas con el manejo inconsistente de objetos JScript y DOM. Para una mejor seguridad y estabilidad, IE8 incluye cambios arquitectónicos importantes, llamados en conjunto "IE débilmente acoplado" (Loosely Coupled IE LCIE). LCIE separa el proceso de la interfaz de usuario del proceso que alberga las diferentes aplicaciones web en diferentes pestañas (cada una a su vez en distintos procesos). Con ello, un error o cuelgue impedirá la caída de todo el programa en la mayoría de los casos. También conlleva a un aumento de la escalabilidad y el rendimiento. Los permisos para controles ActiveX se han hecho más configurables. En lugar de activar o desactivarlos de manera global, pueden ser permitidos sobre la base de cada sitio web.

#### Recuperación automática
Se ha incorporado un mecanismo de recuperación en caso de bloqueo. Si el navegador se bloquea, las páginas web que estaban siendo vistas pueden recuperarse, previa autorización del usuario, cuando el navegador se reinicia.

### Soporte de estándares

#### Vista de compatibilidad
IE8 mejora el renderizado de contenido para muchos estándares web (como HTML, CSS y JavaScript) de manera predeterminada. Tales cambios pueden causar errores ya que el comportamiento de renderizado difiere significativamente de aquel de IE7. Para mantener una compatibilidad hacia atrás, los sitios web pueden optar por desencadenar el comportamiento de IE7 para el contenido al insertar una etiqueta "meta" en la página web, que activa el "modo de compatibilidad" en el navegador como la siguiente:
```
<
meta
 
http-equiv
=
"X-UA-Compatible"
 
content
=
"IE=EmulateIE7"
 
/>

```

## Acogida
Cinco semanas después del lanzamiento de la Beta 2 en agosto de 2008, las estadísticas de uso de la Beta 1 crecieron de un 0.05% a 0.61%, de acuerdo a Net Applications. Una evaluación de la Beta 2 hecha por la editorial PC World resumió la tendencia de adopción de la Beta 2:

Aunque no convencerá a muchos usuarios de Firefox a cambiar de bando, Internet Explorer 8 Beta 2 merece tenerse en consideración para aquellos que no hayan solidificado aún su lealtad hacia lo que usan para navegar.

Internet Explorer 8 Beta ganó el premio de mejor navegador web realizado por About.com para la categoría de Mejor Navegador Beta.
Para el 5 de abril de 2009, un mes después de su lanzamiento final al público, Internet Explorer 8 alcanzó un 4,13% de la cuota de mercado de navegadores web, cuota que continuó en aumento hasta lograr más de la décima parte de la participación global (un 12,46%) en julio del mismo año. Manteniendo un crecimiento sostenido, IE8 logró convertirse en la versión de navegador web más utilizada del mundo durante el mes de enero de 2010 con el 22,37%, dejando en segundo lugar a su antecesor IE6.

## Historial de lanzamientos
| Color   | Significado                        |
| ------- | ---------------------------------- |
| Rojo    | Versión antigua; sin soporte       |
| Púrpura | Versión de desarrollo (preliminar) |

Notas
- Solo la última versión compatible de Internet Explorer con el sistema operativo en el que se quiere instalar recibe soporte, siempre que el sistema operativo en cuestión también lo reciba.

Información del ciclo de vida de soporte para sistemas operativos Windows®.
- No se incluyen Service Packs a menos que sean significativos.

| Versión mayor | Versión menor | Fecha de publicación    | Cambios significativos | Incluido en                      |
| ------------- | ------------- | ----------------------- | --- | -------------------------------- |
| Versión 8     | 8.0 Beta 1    | 5 de marzo de 2008      | CSS 2.1, Servicios Contextuales. Aceleradores. Web Slices. Aislamiento de pestañas y protección DEP activada por defecto. Recuperación automática en caso de bloqueo. Filtro antiphising y antimalware mejorado (SmartScreen). Aumento a 6 del número de conexiones HHTP para mejorar la respuesta en la navegación. |                                  |
| Versión 8     | 8.0 Beta 2    | 27 de agosto de 2008    | Corrección de errores en CSS 2.1. Navegación privada y bloqueo de recolección de información (características InPrivate). Barra de direcciones inteligente. Sugerencias para búsquedas. Pestañas agrupadas por color. Exploración mediante el símbolo de intercalación ("caret browsing").                           | Windows 7 Pre-Beta               |
| Versión 8     | 8.0 Pre-RC1   | 11 de diciembre de 2008 | Corrección de errores en CSS. Mejoras en las herramientas para desarrolladores. Cambios en Vista de compatibilidad. Mejoras en la administración de favoritos y otros cambios menores en la interfaz. Cambios en el funcionamiento de los modos exploración y bloqueo de InPrivate.                                  | Windows 7 Beta                   |
| Versión 8     | 8.0 RC1       | 26 de enero de 2009     | Corrección de errores en CSS. Cambios menores en la administración de favoritos y en la barra de búsqueda. | Windows 7 RC1                    |
| Versión 8     | 8.0           | 19 de marzo de 2009     | Lanzamiento final. Última versión para Windows XP y Windows 2003. | Windows 7 Windows Server 2008 R2 |

### Requisitos mínimos de hardware
- Procesador de 233 MHz o superior.
- Super VGA (800 x 600) o de mayor resolución con 65536 colores (16 Bits).
- Ratón o dispositivo señalador compatible.
- Cantidad de RAM requerida va desde 64 MB con Windows XP/Server 2003 hasta 512 MB con Windows Vista/Server 2008.